# جيمس إنغل
جيمس إنغل هو سياسي أمريكي، ولد في 1757، وتوفي في 5 يناير 1821 في فيلادلفيا في الولايات المتحدة. نشط حزبياً في الحزب الجمهوري الديمقراطي. وقد انتخب List of speakers of the Pennsylvania House of Representatives ‏ وانتخب عضو مجلس نواب بنسيلفانيا ‏.